# Elly Hoyt
Elly Hoyt (* 1987 in Tasmanien) ist eine australische Jazzsängern.

## Leben
Hoyt wuchs im Nordwesten von Tasmanien auf und entschied sich – beeinflusst von den Jazzplatten ihres Vaters – mit dreizehn Jahren für den Jazzgesang. Sie trat dann mit der Tattersall's Youth Big Band auf; es folgten Auftritte mit Don Burrows und James Morrison. Mit vierzehn Jahren sang sie als bislang jüngste Vokalistin die Nationalhymne beim Cricket-Turnier von Australien gegen Neuseeland. 2006 zog sie zum Studium nach Brisbane, wo sie am Queensland Conservatorium der Griffith University Jazzgesang studierte. Im folgenden Jahr war sie Finalistin des ABC 612 Jazz Singers Competition. Sie erhielt 2008 durch James Morrison das Stipendium der Generation in Jazz. Es folgten Auftritte auf Festivals wie dem Melbourne Women's International Jazz Festival; 2010 trat sie im australischen Pavillon der Expo Shanghai auf. Ende 2010 legte sie ihr Debütalbum vor, das mit dem Bell Award als bestes australisches Jazz-Vokalalbum des Jahres ausgezeichnet wurde.